# Ома (река)
О́ма — река в Ненецком автономном округе России.
Исток реки — слияние рек Худая Ома и Чёрная Ома. Длина реки — 268 километров, площадь бассейна — 5050 км². Река течёт с юга на север по низменной заболоченной местности. Крупнейшим населённым пунктом по ходу течения реки является село Ома. Впадает в Чёшскую губу Баренцева моря.